# Semigali
Semigali  (latvijsko Zemgaļi, litovsko Žiemgaliai) so bili baltsko pleme, ki je živelo na ozemlju sedanje Latvije in severne Litve. V primarnih virih so opisani kot pleme, ki se je med severnimi križarskimi vojnami od leta 1219 do 1290 čvrsto upiralo  nemškim križarjem in Tevtonskim vitezom. Semigali so bili jezikovno in kulturno tesno povezani s Samogiti.

## Ime
Semigalija se v primarnih virih omenja kot  Seimgala, Zimgola in Sem[e]gallen. Zlog -gal[l] pomeni "meja", medtem ko je prvi zlog imena povezan z besedama  ziem ("sever") ali zem ("spodaj"). Semigali so bili torej "ljudstvo iz severnih obmejnih dežel" ali "ljudstvo iz spodnjih obmejnih dežel", se pravi spodnjih porečij Mūše in Lielupe.

## Zgodovina
V vikinški dobi so bili Semigali vpleteni v bitke s švedskimi Vikingi za nadzor nad spodnjim tokom plovne reke Zahodne Dvine.  V Gesta Danorum je danski kronist Saxo Grammaticus zapisal, da je viking Starkad zdrobil Kurone, vsa plemena Estonije in Semigale.  Ko so Rurikovi nasledniki Varjagov poskušali podjarmiti Semigale, so leta 1106 premagali invazijsko vojsko Polocka, ki jo je vodil knez Rogvolod Vseslavič. Starodavne kronike  trdijo, da je bilo ubitih 9000 njihovih vojakov.
Na začetku nemških osvajanj ie bilo semigalsko ozemlje razdeljeno na poglavarstva Upmale, Dobele, Spārnene, Dobe, Rakte, Silene in Tērvete.
Po Henrikovi kroniki Livonije so Semigali  pred letom 1203 sklenili zavezništvo s škofom Albertom iz Rige proti uporniškim Livoncem in leta 1205 prejeli vojaško podporo za zadrževanje litovskih napadov. Leta 1207 je semigalski knez Viestards (latinsko dux Semigallorum) pomagal pokristjaniti  livonskega poglavarja Caupo osvoji svoj grad Turaida, ki so ga zasedli poganski uporniki.
Leta 1219 je bilo po vdoru križarjev v Semigalijo semigalsko-nemško zavezništvo prekinjeno. Knez Viestards je nemudoma sklenil zavezništvo z Litovci in Kuroni. Leta 1228 so Semigali in Kuroni napadli samostan Daugavgrīva, glavno križarsko oporišče v delti Zahodne Dvine. Križarji so se maščevali z vdorom v Semigalijo, Semigali pa so izropali okolico gradišča Aizkraukle.
Leta 1236 so Semigali napadli križarje, ki so se po bitki pri Sauleju umikali v Rigo, in jih veliko ubili.
Po nizu rednih napadov je Livonski red leta 1254 delno podjarmil  Semigale.
Leta 1270 je litovski veliki knez Traidenis skupaj s Semigali napadel Livonijo in otok Saaremaa. Med bitko pri Karuseju ob zamrznjenem Riškem zalivu je bil Livonski red poražen, njegov  mojster Oton von Lutterberg pa ubit.
Leta 1287 je okoli 1400 Semigalov napadlo trdnjavo križarjev v Ikšķileju in oplenilo bližnja ozemlja. Ko so se vračali v Semigalijo, so jih prestregli križarji Livonskega reda in se z njimi spopadli v veliki  bitki  pri reki Garoza. Križarska vojska je bila obkoljena in hudo poražena. Ubitih je bilo več kot 40 vitezov, vključno z mojstrom Livonskega reda Willekinom von Endorpom in neznanim številom križarskih zaveznikov. To je bila zadnja semigalska zmaga nad naraščajočimi silami Livonskega reda.
Leta 1279 je po bitki pri Aizkrauklu veliki litovski vojvoda Traidenis podprl semigalski upor proti Livonskemu redu, ki ga je vodil knez Nameisis.
V 1280. letih  je Livonski red začel obsežno kampanjo proti Semigalom, ki je vključevala požig njihovih polj in s tem povzročanje lakote.
Semigali so se upirali  do leta 1290, ko so požgali svoj zadnji grad v Sidrabenah.   Rhymedova kronika trdi, da se je 100.000 Semigalov  preselilo v Litvo in tam nadaljevalo boj proti Nemcem.